# Landesamt für Geologie und Bergbau
Das Landesamt für Geologie und Bergbau ist seit 2008 die Ausführungsbehörde für das Bergrecht im Land Rheinland-Pfalz. 
Das Amt ist dem rheinland-pfälzischen Ministerium für Wirtschaft, Verkehr, Landwirtschaft und Weinbau nachgeordnet. Es hat seinen Sitz in Mainz-Hechtsheim und entstand 2002 durch Zusammenlegung des Geologischen Landesamtes Rheinland-Pfalz mit dem Bergamt Rheinland-Pfalz. Amtsleiter ist Andreas Tschauder.
Das Amt gliedert sich in drei Abteilungen:
- Die Abteilung 1 umfasst zentrale Dienste wie "Verwaltung", "Labor" sowie "EDV, Kartographie und Bibliothek".
- In der Abteilung 2 werden die Themen "Geologie und Rohstoffe", "Hydrogeologie", "Boden" sowie "Ingenieurgeologie und Erdbebendienst" bearbeitet. 
- Die Abteilung 3 umfasst "Bergaufsicht", "Planfeststellung und Bergrecht" sowie "Bohrlochbergbau und Markscheidewesen". 
Das Amt ist unter anderem für die Messung von Erdbeben in Rheinland-Pfalz zuständig.